# 홍천 수타사 영산회상도
홍천 수타사 영산회상도(洪川 壽陀寺 靈山會上圖)는 대한민국 강원특별자치도 홍천군 영귀미면, 수타사에 있는 조선시대의 홍천수타사영산회상도이다. 1998년 9월 5일 강원특별자치도의 유형문화재 제122호로 지정되었다.

## 개요
탱화란 천이나 종이에 그린 그림을 족자나 액자의 형태로 만들어 걸어두는 불화의 한 종류로, 보통 사찰의 전각 안에 모셔둔 본존상 뒤에 걸어두는 후불화를 이른다. 이 영산회상도는 수타사 대적광전 내에 있는 비로자나불의 후불탱화로, 비단 바탕에 채색하였으며, 세로 278cm, 가로 263cm의 크기이다.
석가가 영취산에서 법화경을 설하고 있는 장면을 그린 것으로, 중앙의 석가불을 중심으로 좌우에 열보살과 사천왕 등을 배치하였다. 중앙의 석가불은 오른쪽 어깨를 드러낸 옷을 걸치고 있으며, 손은 항마촉지인을 하고 있다. 붉은색을 칠한 옷은 각종 무늬를 두어 화려하게 장식하였다. 머리 꼭대기에 있는 육계는 높고 뾰족하며, 머리카락은 조그만 소라 모양처럼 구불구불하게 표현하였다. 몸 뒤의 광배는 연꽃봉오리 모양으로 크게 나타냈으며, 대좌는 두 겹의 흰 연꽃잎으로 장식하였다.
석가불의 좌우에는 보현보살과 문수보살이 배치되어 각각 흰 연꽃과 여의를 들고 서 있고, 그 윗쪽으로는 둥근 두광을 지닌 8보살이 배치되어 있다. 그림 아래에 있는 2구씩의 사천왕상은 갑옷의 금색부분이 입체감있게 표현되어 있는데, 사각에 가까운 얼굴, 작은 코와 입, 콧수염과 턱수염의 표현 등에서 조선 후기 불화의 특징을 잘 보여준다. 석가불의 어깨 좌우에는 늙은 비구 모습의 가섭과 청년 모습의 아난이 서 있다.
아랫부분에 새긴 기록을 통해 조선 영조 38년(1762) 금어 진찰 등이 이 그림을 그렸음을 알 수 있다.

## 참고 자료
- 홍천수타사영산회상도 - 국가유산청 국가유산포털